# Troumaca
Troumaca est un groupe de musique pop anglais dont ses membres viennent de la ville de Birmingham. Leur premier album, The Grace, est sorti en 2013.

## Origine du nom
Troumaca tire ses origines du nom d'un village indien situé dans les Caraïbes sur l'île de Saint Vincent.